# Madonna di Pontassieve
La Madonna col Bambino (Madonna di Pontassieve) è un'opera, tempera e oro su tavola (134x59 cm), attribuita a Beato Angelico, databile al 1435 circa o agli ultimi anni di attività dell'artista (1450 circa) e conservata nella Galleria degli Uffizi di Firenze.

## Storia
L'opera, che probabilmente era lo scomparto centrale di un polittico perduto, proviene dalla propositura di San Michele Arcangelo a Pontassieve, nei dintorni di Firenze. Le fonti antiche non la ricordano e prima del restauro del 1955 alla base si poteva leggere l'iscrizione "Tonio di Luca e Piero di Nicholaio e Ser Piero".
Il primo ad attribuirla all'Angelico fu Poggi, ma sebbene l'ambito angelichiano sia ormai indiscusso, la critica si è divisa tra chi la ritiene opera autografa (Pope-Hennessy, Berti e Baldini) e chi opera della bottega (Berenson) o frutto di un'ampia collaborazione di aiuti (Salmi e Collobi-Ragghianti). Anche la datazione viene fatta oscillare dal 1435 al 1450.
Collobi-Ragghianti provò a ricostruire il polittico originario ipotizzando che fosse quello un tempo destinato ad una cappella nella chiesa francescana di Santa Croce di Firenze, affiancandogli un San Francesco alla Johnson Collection di Filadelfia e la predella con cinque storie francescane divisa tra il Lindenau Museum di Altenburg, la Pinacoteca Vaticana e lo Staatliche Museen di Berlino. Il San Francesco però si è poi dimostrato proveniente dall'oratorio di San Niccolò del Ceppo di Firenze, mentre le tavolette presentano differenze stilistiche che sono state poi accostate ad altre opere dell'Angelico (Baldini e Boskovits).

## Descrizione e stile
La Madonna col Bambino è rappresentata frontalmente, posta su un trono coperto da un drappo rosso. Dietro di lei la luce dorata si irradia tramite una particolare lavorazione della foglia d'oro, in modo da creare del raggi simili a quelli della tavola dell'Incoronazione della Vergine (1434-1435) sempre agli Uffizi. Si tratta infatti dell'unica Madonna conosciuta dell'Angelico ad essere seduta su un sedile basso, privo di schienale, un'iconografia forse influenzata dai coevi dipinti senesi, come il Polittico di San Domenico di Cortona del Sassetta (1434 circa).
Tipiche dell'Angelico sono le proporzione allungate, con le dita della mano della Vergine affusolate. Tenero è il contatto tra la Madre e il Figlio, che creano una sorta di abbraccio mistico. La luce è chiara e diafana, con tonalità accese e tenui. Notevole è la resa plastica dei volumi dei corpi, soprattutto quello della Vergine, animato dalle pesanti pieghe della veste.
Alla base del trono, sotto il gradino marmoreo, corre un'iscrizione frammentaria che probabilmente ricordava i committenti. Essa è stata ricostruita come: [TO]NIO DI LVCA E PIER[O DI NI]CHOLAIO E SER PIER[O].
Alcuni hanno messo in relazione a questa tavola la predella con storie francescane dispersa in vari musei.